# فولکس‌واگن آپ!
فولکس‌واگن آپ! (!Volkswagen Up) خودرویی در کلاس خودروی شهری است که در سال‌های ۲۰۱۱ تا کنون در براتیسلاوای اسلواکی تولید شده‌است. طراحی آن موتور جلو، خودرو محور جلو بوده‌است. این خودرو در نمایشگاه بین‌المللی خودروی آلمان معرفی شد. تولید آپ در دسامبر ۲۰۱۱ در کارخانه فولکس‌واگن براتیسلاوا در براتیسلاوای اسلواکی آغاز شد.
آپ برای اولین بار به شکل یک خودروی مفهومی، در سال ۲۰۰۷ در نمایشگاه بین‌المللی خودروی آلمان رونمایی شد. طراحی خارجی این خودرو توسط مارکو پاواون انجام شده‌است. طراحی داخلی این خودرو نیز توسط والتر دا سیلوا، طراح اصلی گروه فولکس‌واگن و طراح کابین اتومبیل‌های آلمانی فولکس‌واگن کلاس بی انجام شده‌است.

## نگارخانه

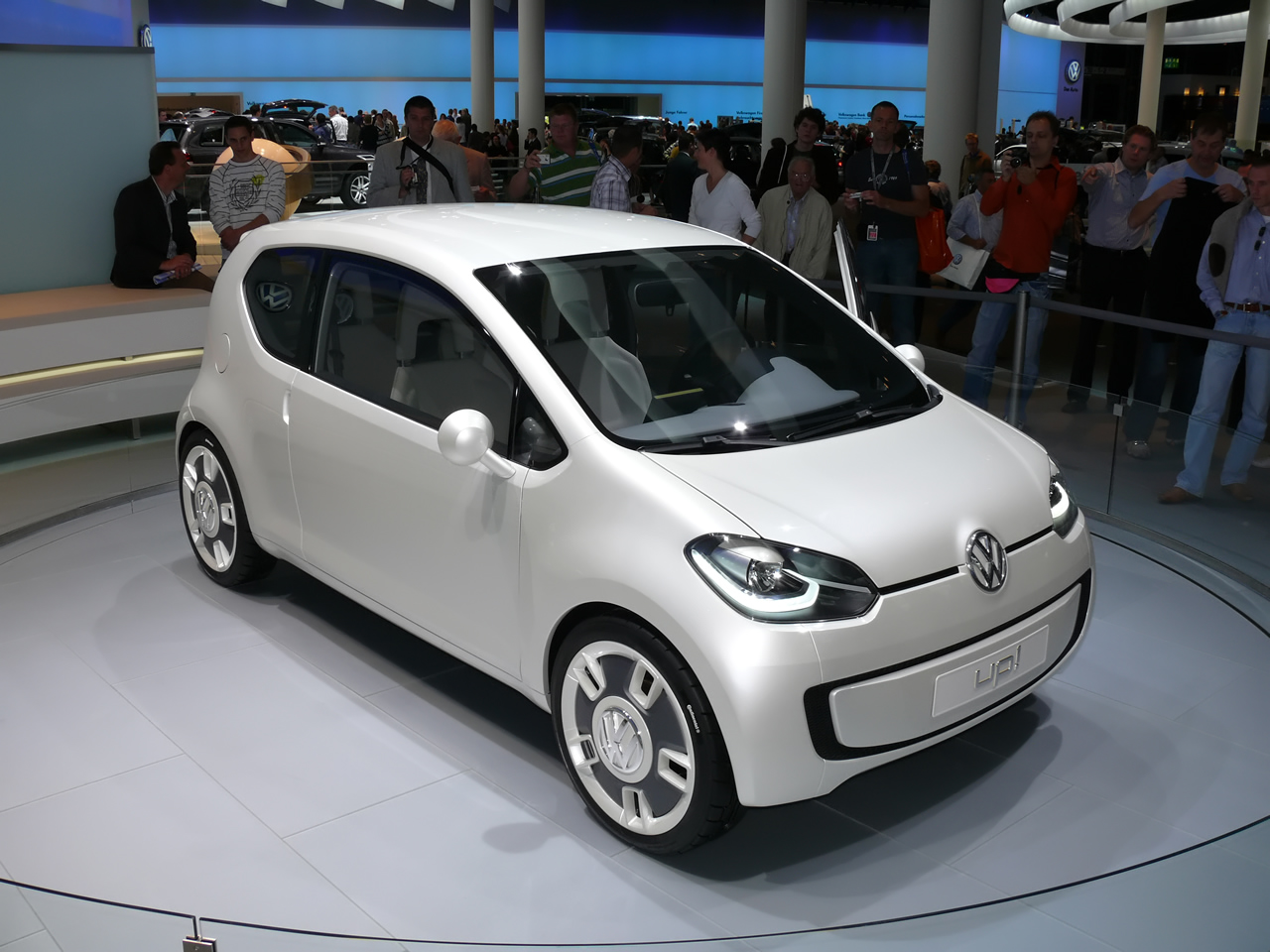
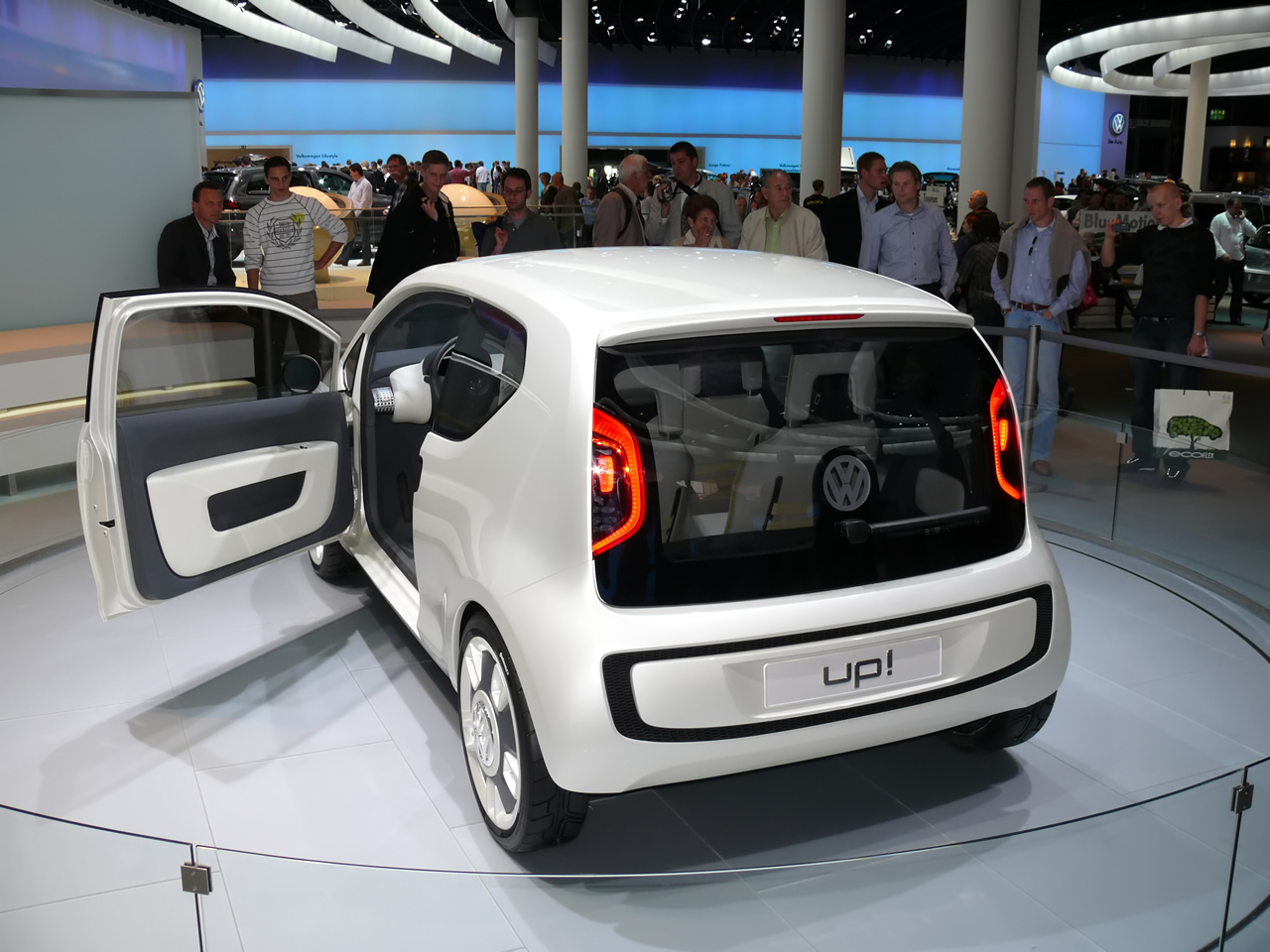